# Каменский, Антон Иосифович
Антон Иосифович Каменский (Antoni Kamieński); (21 июля 1860, Яриловка Волковысского уезда Гродненской губернии ― 12 сентября 1933, Варшава) ― польский живописец, иллюстратор и график.

## Биография
Учился в Петербургской Академии художеств (1882—1885). В 1886 году из-за финансовых затруднений прервал учёбу и ради спасения родового имения уехал в Яриловку. Желая посвятить себя искусству, в 1890 году перебрался в Варшаву, где стал в качестве художника сотрудничать с популярным журналом «Иллюстративный еженедельник» («Tygodnik Ilustrowany»), опубликовавшим довольно много его работ.
В 1891 году переехал в Париж, учился живописи и скульптуре в Академии Рудольфа Жульена, изучая живопись у В. Бугро, Б. Констанца, Ж-П.Лорана и Г. Ферье.
Его иллюстрации публикуются в «Le Monde Illustre» и лондонской «Графике». В 1894 году вернулся в Варшаву, работал в местных журналах. Это продолжалось до 1912 года. Несколько раз навещал Париж (1898, 1899—1900, 1905—1906, 1912, 1914). Годы Первой мировой войны провел в Париже. Как русский подданный был задержан на границе с Австрией, когда пытался пробраться в Польшу. Поступил солдатом в польскую армию Юзефа Халлера в 1919 году. С воодушевлением встретил национальное возрождение Польши, написал портрет Юзефа Пилсудского. Умер, всеми забытый, похоронен на варшавском кладбище Старые Повонзки.

## Творчество
Художник, живописец, портретист, график, иллюстратор литературных произведений. Писатель.
В художественном наследии значительное количество графических рисунков, акварелей, карикатур, опубликованных в «Иллюстрированном еженедельнике» и других парижских и варшавских журналах. Особенно выделяется серия, составившая альбом «Очерки Беловежской пущи» (1912) с предисловием польского писателя Зигмунда Барткевича, где, кроме этнографических рисунков, Каменскому принадлежат очерки о беловежских местах.
Иллюстрировал сказки Г. Х. Андерсена, повести Элизы Ожешко, Марии Конопницкой. Наравне с маслом, работал в технике офорта, литографии и сухой иглы, тушью, углем, цветными карандашами.
Сочувствуя либеральным идеям в России, опубликовал рисунок «Собрание русской социалистической молодёжи» (1891). Откликаясь на революционные события 1905 года, создал серию литографий «Дух-революционер» (1905).
Работы А. Каменецкого выставлялись в Париже, Варшаве, Вильнюсе.
В 1907 году А. Каменским опубликован роман «Весеннее утро». В «Иллюстрированном еженедельнике» печатал воспоминания о своём парижском периоде.